# Monchy-le-Preux
Monchy-le-Preux és un municipi francès situat al departament del Pas de Calais i a la regió dels Alts de França. L'any 2007 tenia 571 habitants.

## Demografia

### Població
El 2007 la població de fet de Monchy-le-Preux era de 571 persones. Hi havia 206 famílies de les quals 34 eren unipersonals (15 homes vivint sols i 19 dones vivint soles), 75 parelles sense fills, 93 parelles amb fills i 4 famílies monoparentals amb fills.
La població ha evolucionat segons el següent gràfic:
Habitants censats

### Habitatges
El 2007 hi havia 218 habitatges, 210 eren l'habitatge principal de la família i 8 estaven desocupats. 216 eren cases i 1 era un apartament. Dels 210 habitatges principals, 191 estaven ocupats pels seus propietaris, 15 estaven llogats i ocupats pels llogaters i 4 estaven cedits a títol gratuït; 2 tenien una cambra, 3 en tenien dues, 22 en tenien tres, 44 en tenien quatre i 139 en tenien cinc o més. 188 habitatges disposaven pel capbaix d'una plaça de pàrquing. A 80 habitatges hi havia un automòbil i a 120 n'hi havia dos o més.

### Piràmide de població
La piràmide de població per edats i sexe el 2009 era:
| Homes | Edats   | Dones |
| ----- | ------- | ----- |
| 0     | 95 o +  | 0     |
| 0     | 90 a 94 | 4     |
| 4     | 85 a 89 | 4     |
| 0     | 80 a 84 | 0     |
| 4     | 75 a 79 | 4     |
| 12    | 70 a 74 | 8     |
| 16    | 65 a 69 | 4     |
| 8     | 60 a 64 | 12    |
| 16    | 55 a 59 | 20    |
| 28    | 50 a 54 | 20    |
| 24    | 45 a 49 | 24    |
| 20    | 40 a 44 | 24    |
| 28    | 35 a 39 | 24    |
| 16    | 30 a 34 | 16    |
| 4     | 25 a 29 | 8     |
| 20    | 20 a 24 | 8     |
| 24    | 15 a 19 | 24    |
| 20    | 10 a 14 | 24    |
| 20    | 5 a 9   | 20    |
| 12    | 0 a 4   | 20    |

## Economia
El 2007 la població en edat de treballar era de 386 persones, 290 eren actives i 96 eren inactives. De les 290 persones actives 265 estaven ocupades (150 homes i 115 dones) i 25 estaven aturades (11 homes i 14 dones). De les 96 persones inactives 28 estaven jubilades, 40 estaven estudiant i 28 estaven classificades com a «altres inactius».

### Ingressos
El 2009 a Monchy-le-Preux hi havia 225 unitats fiscals que integraven 634,5 persones, la mediana anual d'ingressos fiscals per persona era de 21.042 €.

### Activitats econòmiques
Dels 69 establiments que hi havia el 2007, 7 eren d'empreses alimentàries, 3 d'empreses de fabricació de material elèctric, 1 d'una empresa de fabricació d'elements pel transport, 4 d'empreses de fabricació d'altres productes industrials, 9 d'empreses de construcció, 17 d'empreses de comerç i reparació d'automòbils, 9 d'empreses de transport, 1 d'una empresa d'hostatgeria i restauració, 1 d'una empresa d'informació i comunicació, 4 d'empreses financeres, 2 d'empreses immobiliàries, 7 d'empreses de serveis, 1 d'una entitat de l'administració pública i 3 d'empreses classificades com a «altres activitats de serveis».
Dels 13 establiments de servei als particulars que hi havia el 2009, 4 eren tallers de reparació d'automòbils i de material agrícola, 1 establiment de lloguer de cotxes, 2 paletes, 1 guixaire pintor, 1 fusteria, 1 electricista i 3 empreses de construcció.
L'any 2000 a Monchy-le-Preux hi havia 8 explotacions agrícoles que ocupaven un total de 368 hectàrees.

## Equipaments sanitaris i escolars
El 2009 hi havia una escola elemental.

## Poblacions més properes
El següent diagrama mostra les poblacions més properes.